# Podgoria (okręg Prahova)
Podgoria – wieś w Rumunii, w okręgu Prahova, w gminie Tătaru. W 2011 roku liczyła 465 mieszkańców.